# Тузис
Тузис (нем. Thusis) — коммуна в Швейцарии, окружной центр, находится в кантоне Граубюнден. 
Входит в состав округа Хинтеррайн. Население составляет 2592 человека (на 31 декабря 2006 года). Официальный код  —  3668.

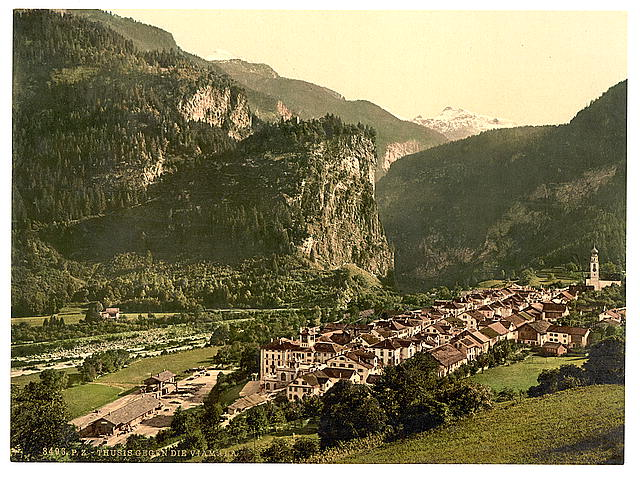
Тузис